# Samuel James Ainsley

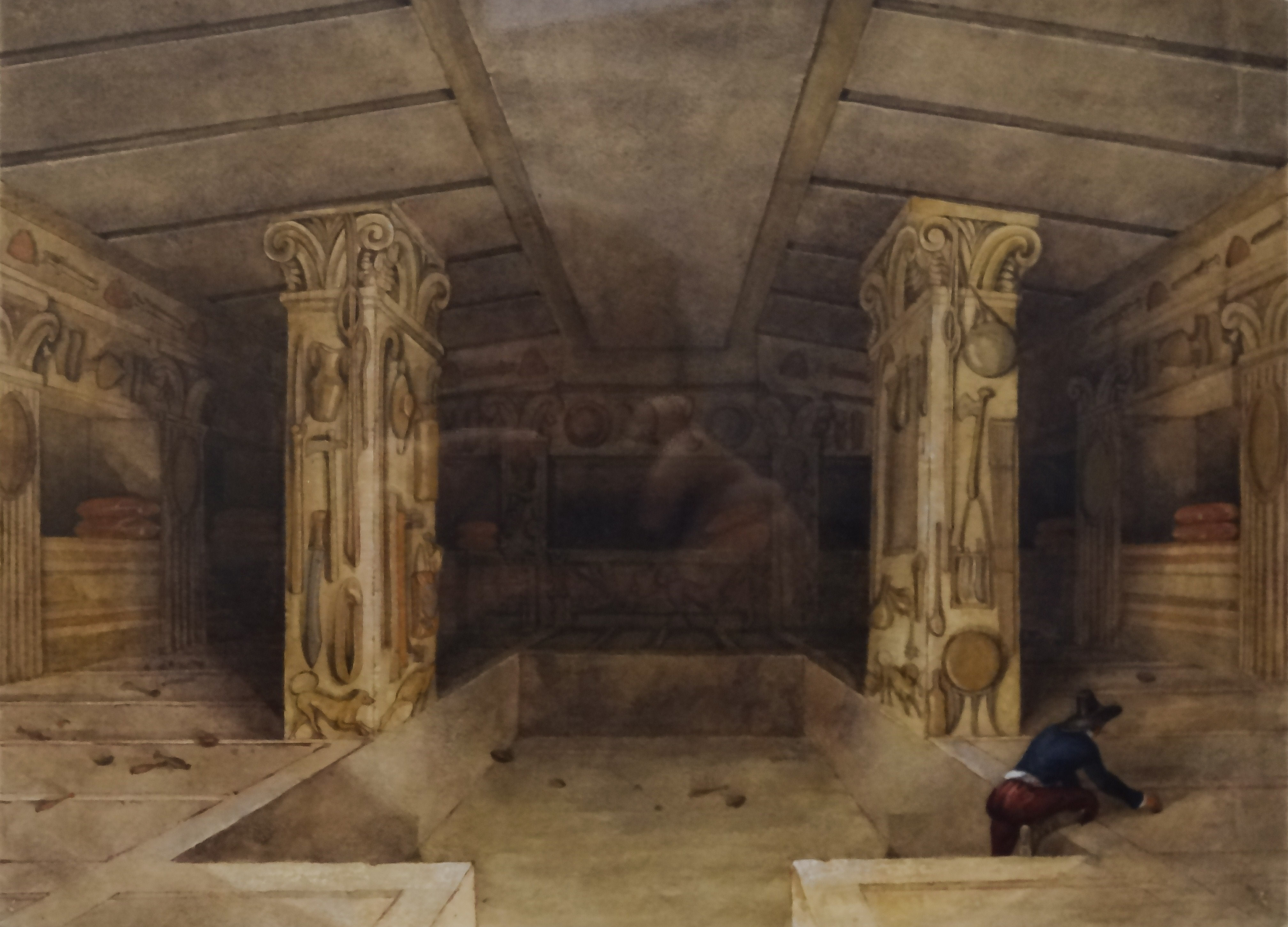
Vue d'artiste de la Tombe des Reliefs.

Samuel James Ainsley (1806-1874) est un peintre britannique du XIXe siècle, dessinateur et aquarelliste célèbre par ses vues romantiques de l'Italie qu'il fit en accompagnant son ami George Dennis.

## Biographie
Dans la décennie 1840, il visite l’Étrurie avec George Dennis. Issu de ce voyage, un livre est publié en 1848 sous le nom de Cités et cimetières d’Étrurie.
La note fondamentale de ses œuvres est souvent celle de la « solitude dépeuplée ». 
Il légua plusieurs de ses œuvres au British Museum en 1874.

## Œuvres
- Le lac de Bolsena, près de Montefiascone, signée et datée du 13 juillet 1842
- Paestum, near Naples, huile sur toile, 1852
- Le Monte Argentario
- Classical figures in an extensive Italianate landscape

Plusieurs aquarelles des tombes étrusques lui sont attribuées :
- La Tombe des Reliefs, aquarelle, 1846-1847
- La Tomba della Mercareccia de Tarquinia
- La Tomba del Tifone de Corneto (Monterozzi)
- La Tomba dell'Alcova, de Cerveteri
- Tombe en Toscane
- Vues de Monterozzi
- Plusieurs tableaux intitulés Vue de Toscanella, dont un signé et daté du 7 juillet 1842